# Alex Dobre
Mihai-Alexandru „Alex“ Dobre (* 30. August 1998 in Bukarest) ist ein rumänischer Fußballspieler. Der Mittelfeldakteur, der zumeist auf dem rechten Flügel agiert, steht seit Oktober 2024 beim heimischen Erstligisten Rapid Bukarest unter Vertrag.

## Karriere

### Verein
Dobre verließ bereits im Alter von 14 Jahren sein Elternhaus, um im fernen Cluj zu spielen. Im Sommer 2016 wurde er von dem englischen Erstligisten AFC Bournemouth angeheuert. Dort war er zunächst für die U-21-Auswahl vorgesehen und nach einem Jahr wurde er Ende August 2017 für den Rest des Kalenderjahres an den Drittligisten FC Bury ausgeliehen. Er debütierte beim 2:3 bei Rotherham United per Einwechslung und bestritt insgesamt zehn Ligapartien – davon drei von Beginn an.
Am 18. Januar 2018 zog Dobre weiter zum Drittligakonkurrenten AFC Rochdale, bei dem er bis zum Saisonende 2017/18 zu fünf Einwechslungen in der Liga kam; dabei gelang ihm anlässlich des Einstands sein erster Treffer zum 3:0-Endstand beim FC Walsall am 6. März 2018. Mitte Januar 2019 wurde mit dem Viertligisten Yeovil Town ein weiteres Leihengagement vereinbart und obwohl er mit dem Verein zum Ende der Saison 2018/19 Tabellenletzter wurde, war Dobre Stammspieler mit 21 Einsätzen in der Startelf.
Im Sommer 2019 wurde Dobre mehr in den Profikader von Bournemouth eingebaut. Trainer Eddie Howe setzte den rumänischen U-21-Auswahlspieler vermehrt in der Saisonvorbereitung ein und sah erst einmal von einer weiteren Verleihaktion ab. Nachdem er jedoch weiterhin keine einzige Premier-League-Minute gespielt hatte, wurde er im Januar 2020 an Wigan Athletic verliehen. Sein Mannschaftsdebüt gab er bei einem historischen 8:0-Erfolg gegen Hull City, als er in der Schlussviertelstunde eingewechselt wurde. In einem halben Jahr war dies jedoch sein einziger Ligaeinsatz für Athletic.
Nach seiner Rückkehr wurde er in die Ligue 1 an den Abstiegskandidaten FCO Dijon abgegeben. Direkt am ersten Spieltag wurde er eingewechselt und gab somit gegen den SCO Angers sein Ligue-1-Debüt. Bei Dijon wurde er häufig eingewechselt, stieg jedoch am Ende der Saison in die Ligue 2 ab. Im Januar 2023 wurde er bis Saisonende auf Leihbasis an den FC Famalicão abgegeben. Nach dem Abstieg von Dijon wechselte er dann auch fest zum portugiesischen Erstligisten.
Im Sommer 2024 verließ Dobre den Klub wieder und nach kurzer Vereinslosigkeit schloss er sich Anfang Oktober 2024 dem heimischen Erstligisten Rapid Bukarest an.

### Nationalmannschaft
Von 2015 bis 2021 absolvierte Dobre insgesamt 12 Partien für diverse rumänische Jugendnationalmannschaften und erzielte dabei einen Treffer. Mit der Olympiaauswahl nahm er an den Sommerspielen 2021 in Tokio teil und kam dort beim Aus in der Gruppenphase in allen drei Partien zum Einsatz. Sein Debüt in der rumänischen A-Nationalmannschaft gab Dobre am 25. März 2023 bei einem EM-Qualifikationsspiel in Andorra (2:0).